# Fabián Villaseñor
Fabián Israel Villaseñor López (nació el 20 de noviembre de 1982 en Guadalajara, Jalisco), es un exfutbolista, entrenador y directivo mexicano; jugaba como portero. Actualmente es el director de Gestión Deportiva del Real Sporting de Gijón 

## Trayectoria como futbolista
Se unió a los Tiburones Rojos del Veracruz en el 2004. Debutó en la Primera División de México el 16 de septiembre de 2006, enfrentando a Atlante en el Estadio Azteca, en partido correspondiente a la Jornada 9 del Clausura 2006; los Potros de Hierro vencieron 2-0 a los veracruzanos.
Al concluir el Clausura 2008 y tras el descenso de Veracruz, Jaguares de Chiapas adquirió su carta.  Durante la Temporada 2008-2009, jugó once partidos con los Naranjas y apareció en cuatro ocasiones con Jaguares B en la Primera División 'A'.
Con la llegada del "Conejo" Oscar Pérez al conjunto chiapaneco para la Temporada 2009-2010, Villaseñor fue a préstamo con Tecos. 
Después de estar con los Tecolotes, regresó a Jaguares, donde permaneció hasta finalizar el Clausura 2013. Debido a una lesión se quedó sin jugar, por lo que en ese lapso se dedicó a ser auxiliar técnico en las inferiores del equipo chiapaneco.
En junio del 2014 regresó a la actividad, pero en la Liga de Ascenso de México con Atlético de San Luis; en el siguiente semestre fue fichado por Club Puebla. Con los Camoteros obtuvo los títulos: Copa México Clausura 2015 y Supercopa de México 2015-16.  
El 6 de diciembre de 2017 anunció su retiro. Su último equipo fue el Club Puebla de la Primera División de México. 

## Clubes
| Club                   | País   | Año           |
| ---------------------- | ------ | ------------- |
| Veracruz               | México | 2004-2008     |
| Coatzacoalcos (Cárnet) | México | 2006          |
| Jaguares B (Cárnet)    | México | Apertura 2008 |
| Jaguares de Chiapas    | México | 2008-2009     |
| Tecos                  | México | 2009-2010     |
| Jaguares de Chiapas    | México | 2010-2013     |
| Atlético San Luis      | México | Apertura 2014 |
| Club Puebla            | México | 2015-2017     |

### Partidos y goles recibidos
| Competencia                | Partidos | Goles recibidos |
| -------------------------- | -------- | --------------- |
| Primera División de México | 59       | 98              |
| Primera División 'A'       | 26       | 34              |
| Copa México                | 33       | 35              |
| Copa Libertadores          | 4        | 5               |
| Total                      | 122      | 172             |

## Palmarés

### Futbolista
Campeonatos nacionales
| Categoría   | Título                      | Club        | País   |
| ----------- | --------------------------- | ----------- | ------ |
| Copa México | Copa México Clausura 2015   | Club Puebla | México |
| Copa México | Supercopa de México 2015-16 | Club Puebla | México |

## Trayectoria como entrenador
En diciembre de 2017, José Guadalupe Cruz –entrenador del Atlas–, lo invitó a incorporarse a su cuerpo técnico ya que el exportero y el entrenador coincidieron en Chiapas y Puebla.